# Étienne Bacrot
Étienne Bacrot (ur. 22 stycznia 1983 w Lille) – francuski szachista, jeden z najmłodszych arcymistrzów w historii szachów (tytuł ten zdobył w marcu 1997 r., w wieku 14 lat i 2 miesięcy).

## Kariera szachowa
Bacrot rozpoczął grę w szachy w wieku 4 lat. Pierwsze sukcesy odniósł w dziesiątym roku życia, zostając mistrzem świata juniorów do 10 lat. W swojej kolekcji posiada również tytuł mistrza świata juniorów do 12 lat. Niespodziankę sprawił kwalifikując się do międzynarodowego Grand Prix w Paryżu w roku 1995. Na imprezie tej pokonał Anatolija Karpowa.
W roku 1997 wygrał silny turniej w Enghien-les-Bains (przed Wiktorem Korcznojem), natomiast w roku 1999 zwyciężył w Lozannie w turnieju młodych mistrzów, w finale pokonując Rusłana Ponomariowa. W roku 2005 okazał się najlepszy w turnieju elity w miejscowości Pojkowskij. W tym samym roku zajął III miejsce w Pucharze Świata w Chanty-Mansijsku (po zwycięstwie nad Aleksandrem Griszczukiem). W 2007 wystąpił w rozegranych w Eliście meczach pretendentów, ale w I rundzie przegrał z Gatą Kamskim i nie wywalczył awansu do turnieju o mistrzostwo świata w Meksyku. W lutym 2009 r. zwyciężył (wspólnie z Ołeksandrem Moisejenką) w silnie obsadzonym turnieju Aerofłot Open w Moskwie. W 2011. zwyciężył (wspólnie z Siergiejem Kariakinem) w turnieju Pojkowskij.
W latach 1999–2003 pięciokrotnie wygrywał finały indywidualnych mistrzostw Francji, szósty tytuł zdobywając w 2008 roku.
Wielokrotny reprezentant Francji w rozgrywkach drużynowych, m.in.:
- sześciokrotnie na olimpiadach szachowych (w latach 1996, 1998, 2002, 2006, 2008, 2014); medalista: indywidualnie – brązowy (2006 – za wynik rankingowy)[7],
- sześciokrotnie na drużynowych mistrzostwach Europy (w latach 2001, 2005, 2007, 2009, 2011, 2013); trzykrotny medalista: wspólnie z drużyną – dwukrotnie srebrny (2001, 2013) i brązowy (2005)[8].

W lipcu 2004 roku został pierwszym francuskim szachistą, który przekroczył poziom 2700 punktów rankingowych. Najwyższy ranking w dotychczasowej karierze (stan na wrzesień 2017) uzyskał 1 listopada 2013 r., z wynikiem 2749 punktów zajmował wówczas 15. miejsce na światowej liście FIDE, jednocześnie zajmując 1. miejsce wśród francuskich szachistów.